# Gomattou
Gomattou (ごまっとう) foi um one-shot da Hello! Project semelhante ao grupo Hello! Project shuffle units, que lançou um single chamado "Shall We Love?".
A formação de Gomattou foi anunciado em Outubro de 2002. A ideia por trás do trio era um R&B estilo de dança baseado em grupo com solistas do Hello! Project Maki Goto, Aya Matsuura e Miki Fujimoto. Maki Goto funcionou como o líder do grupo. Gomattou lançou o seu único disco "Shall We Love?" em 20 de novembro, 2002.
Mais tarde, todos os três membros fizeram versões solo da canção que todos tiveram suas diferentes modalidades. Miki Fujimoto versão era uma alma mais downtempo inspirada versão, e ambos Maki Goto e versões Aya Matsuura eram semelhantes a versão original, inspirado pelas produções de Kevin "She'kspere" Briggs.
Goto e Matsuura, mais tarde, trabalhar em conjunto com Natsumi Abe na única unidade Nochiura Natsumi, que mais tarde se transformou em DEF.DIVA com a adição da Rika Ishikawa. Fujimoto gostosona se uniu com o grupo Morning Musume (Goto do grupo anterior) e também se tornou um membro suplementar de Country Musume. Em setembro de 2006, Fujimoto Matsuura e mais recentemente formou uma dupla nova, GAM.

## Membros
- Maki Goto
- Aya Matsuura
- Miki Fujimoto

## Discografia
1. "Shall We Love?"-12 de abril de 2002